# Leucoraja pristispina
Leucoraja pristispina es una especie de pez de la familia de los Rajidae en el orden de los Rajiformes.

## Morfología
Los machos pueden llegar a alcanzar los 40,1 cm de longitud total y las hembras 37.8.

## Reproducción
Es ovíparo y las hembras ponen huevos envueltos en una cápsula córnea.

## Hábitat
Es un pez de mar y Clima tropical y bentopelàgic que vive entre 202 a 504 m de profundidad.

## Distribución geográfica
Se encuentra en el Océano Índico oriental: Australia.

## Observaciones
Es inofensivo para los humanos.